# نوكيا 9300i
نوكيا 9300i هو أحد أجهزة نوكيا، شركة الهواتف والتقنية النقالة. يأتي هذا الجهاز مع شاشة نوعها 640 * 200 16-بت (65,536) لون. تم إصدار هذا الجهاز في 2006. أما بالنسبة لوضعية إنتاجه الحالية فلم يعد يتم إنتاجه. تقنيته/تردده هي النظام العالمي للإتصالات المتنقلة. جيل الجهاز هو DCT4 (APE). عامل الشكل (التصميم) للجهاز هو «صدفة المحار». البطارية من نوع Li-Po وتدعم وضع استعداد يصل إلى 230 ساعة ووضع تكلم حتى 8 ساعات. الهاتف	متعدد النغمات (40 قناة) ويدعم MP3. أنتج الجهاز باللونين الفضي والأسود.